# Tommy Shaw
Tommy Shaw (geboren op 11 september 1953) is een Amerikaanse gitarist.
Hij is het best bekend van zijn rol als lid van de rockband Styx. Ook heeft Tommy Shaw meegedaan aan de bands Damn Yankees, MSFunk, The Smoke Ring en Shaw Blades. Hij heeft zelf ook al meerdere solo-albums en solo-singles uitgebracht.
Tommy Shaw is geïntroduceerd in de Alabama Music Hall of Fame op 22 februari in 2008.